# Serengeti (huyện)
Serengeti là một huyện thuộc vùng Mara, Tanzania. Thủ phủ của huyện Serengeti đóng tại Mugumu Mjini. Huyện Serengeti có diện tích 10942 ki lô mét vuông. Đến thời điểm điều tra dân số ngày 25 tháng 8 năm 2002, huyện Serengeti có dân số 176057 người.